# Giacomo Caneva
Pour les articles homonymes, voir Caneva.
Giacomo Caneva, né à Padoue le 4 juillet 1813 et mort à Rome le 29 mars 1865, est un photographe primitif italien qui a exercé à Rome.
Il est l'un des principaux animateurs du cercle des photographes du Caffè Greco et l'un des premiers calotypistes italiens.

## Biographie
Giacomo Caneva est né dans une famille aisée de Padoue ; son père, Giuseppe Caneva, est propriétaire de l'Albergo al Principe Carlo à Padoue ; ses quatre frères et sœurs sont tous décédés en bas âge.
Fin 1834, à l'âge de 21 ans, il s'inscrit à l'Académie des beaux-arts de Venise, où il suit les cours de perspective du peintre Tranquillo Orsi, qui utilise la camera obscura pour comprendre les lignes de perspective,.
Il s'installe à Rome en 1840 ; ami de l'ingénieur et architecte néo-classique Giuseppe Jappelli, il suit les travaux d'architecture paysagiste de ce dernier, chargé de concevoir les jardins de la villa Torlonia en 1840-1842 ; il effectue avec le peintre Ippolito Caffi une ascension en ballon au-dessus de Rome dans la montgolfière du français Francisque Arban (it).
Avec son ami le graveur Tommaso Cuccioni (de), Caneva s'intéresse à l'invention de la photographie et au daguerréotype. Il fait partie avec Cuccioni du cercle désigné sous le nom de Scuola romana di fotografia [École romaine de photographie], qui se retrouve au Caffè Greco de la via Condotti, fréquenté à la fin des années 1840 par des photographes étrangers installés à Rome (les français Frédéric Flachéron et Eugène Constant, le britannique James Anderson), des photographes italiens, dont Carlo Baldassarre Simelli (it), Gioacchino Altobelli, et par d'autres membres des milieux artistiques romains comme l'orfèvre, antiquaire et collectionneur Augusto Castellani. Les membres se consacrent principalement à la photographie des monuments romains, des œuvres d'art et des environs de la ville. La grande qualité des images témoigne de leur maîtrise des moyens techniques, dont ils se tiennent informés, notamment des procédés du calotype que Caneva choisit de pratiquer,,. Et dans son traité publié en 1855, Della fotografia : trattato pratico, Caneva démontre qu'il s'est tenu au courant des découvertes scientifiques relatives à la photographie, qu'il s'agisse du procédé à l'albumine sur verre d'Abel Niépce de Saint-Victor ou le procédé au collodion humide inventé par Frederick Scott Archer ; il y cite également William Henry Fox Talbot, Gustave Le Gray, Amélie Guillot-Saguez (qu'il cite sous le nom de “Ghillion Sagues”) et Louis Alphonse de Brébisson.
Son atelier photographique est installé d'abord via Sistina 100 puis Via del Corso 446, à côté de la basilique San Carlo.
En 1859, Caneva effectue un voyage en Inde et en Chine avec des fabricants de soie italiens ; le voyage a pour but de rapporter une grande quantité d'œufs de vers à soie pour enrayer l'épidémie qui détruisait depuis des années les vers à soie indigènes d'Italie et du pourtour méditerranée. La revue milanaise L'Artista, publiée par le photographe Luigi Sacchi (it) se fait l'écho de l'entreprise, et cite le choix du photographe, « il famoso Caneva di Roma », ce qui indique le statut atteint par Caneva en dehors de Rome. L'entreprise est un fiasco sur le plan économique ; cependant un des organisateurs, Giovan Battista Castellani, publie à Florence en 1860 un ouvrage sur la sériciculture chinoise, Dell'allevamento dei bachi da seta in China : fatto ed osservato sui luoghi, avec quelques gravures au trait d'après les photographies de Caneva ; les photographies prises par Caneva lors de ce voyage, qui étaient considérées comme perdues, sont réapparues sur le marché de l'art en 2016, et ont été achetées par un collectionneur privé.
La fin de sa vie n'est pas documentée ; il meurt en 1865 et est enterré au cimetière de Verano à Rome.

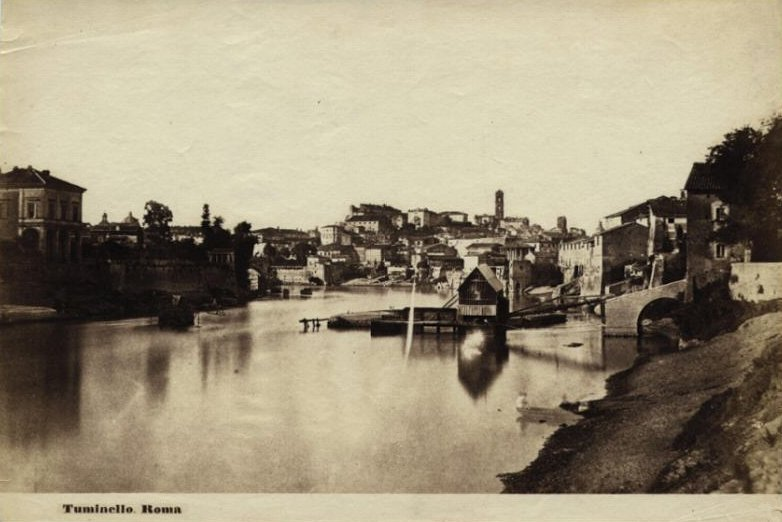
Vue de Rome, vers 1849 : tirage de Tuminello après 1865 à partir d'un négatif identifié de Giacomo Caneva.

Après sa mort, le photographe Ludovico Tuminello a repris le fonds le fonds photographique de Caneva et continué à commercialiser les images de ce dernier; il a imprimé de nombreux calotypes de Caneva en les signant de son nom pour les vendre, ce qui rend difficile d'établir quelles images sont de Giacomo Caneva et lesquelles de Tuminello.

## Publications
- Della fotografia : trattato pratico di Giacomo Caneva pittore prospettico, Rome, Tipografia Tiberina, 1855, 54 p.

## Collections
- Plusieurs de ses photographies figurent dans la collection de la duchesse de Berry[11].
- Bibliothèque de l'université Harvard, Cambridge, Massachusetts[12].
- Musée du Prado, Madrid[13].
- Bibliothèque nationale de France, Paris :
  - Album de vues et de monuments de Rome par Giacomo Caneva et de Venise par Antonio Perini[14].

## Expositions

### Expositions personnelles
- 10 mai - 24 juin 1989 : Giacomo Caneva e la scuola fotografica romana (1847-1855), Rome, Palais Rondanini (it)[15].

### Expositions collectives
- 25 juin - 27 septembre 1987 : Pittori fotografi a Roma 1845-1870 : Immagini della raccolta fotografica comunale, Palais Braschi, Rome
- 29 novembre 2003 - 25 janvier 2004 : Roma 1850 : il circolo dei pittori fotografi del Caffè Greco, Musées du Capitole, Palazzo Caffarelli, Rome

puis : 11 février - 18 avril 2004 : Rome 1850: le cercle des artistes photographes du Caffè Greco, Maison européenne de la photographie (MEP), Paris.
- 18 avril - 3 mai 2008 : Roma vista dai pittori-fotografi del secondo '800, Galerie Paolo Antonacci, Rome[3].

## Galerie

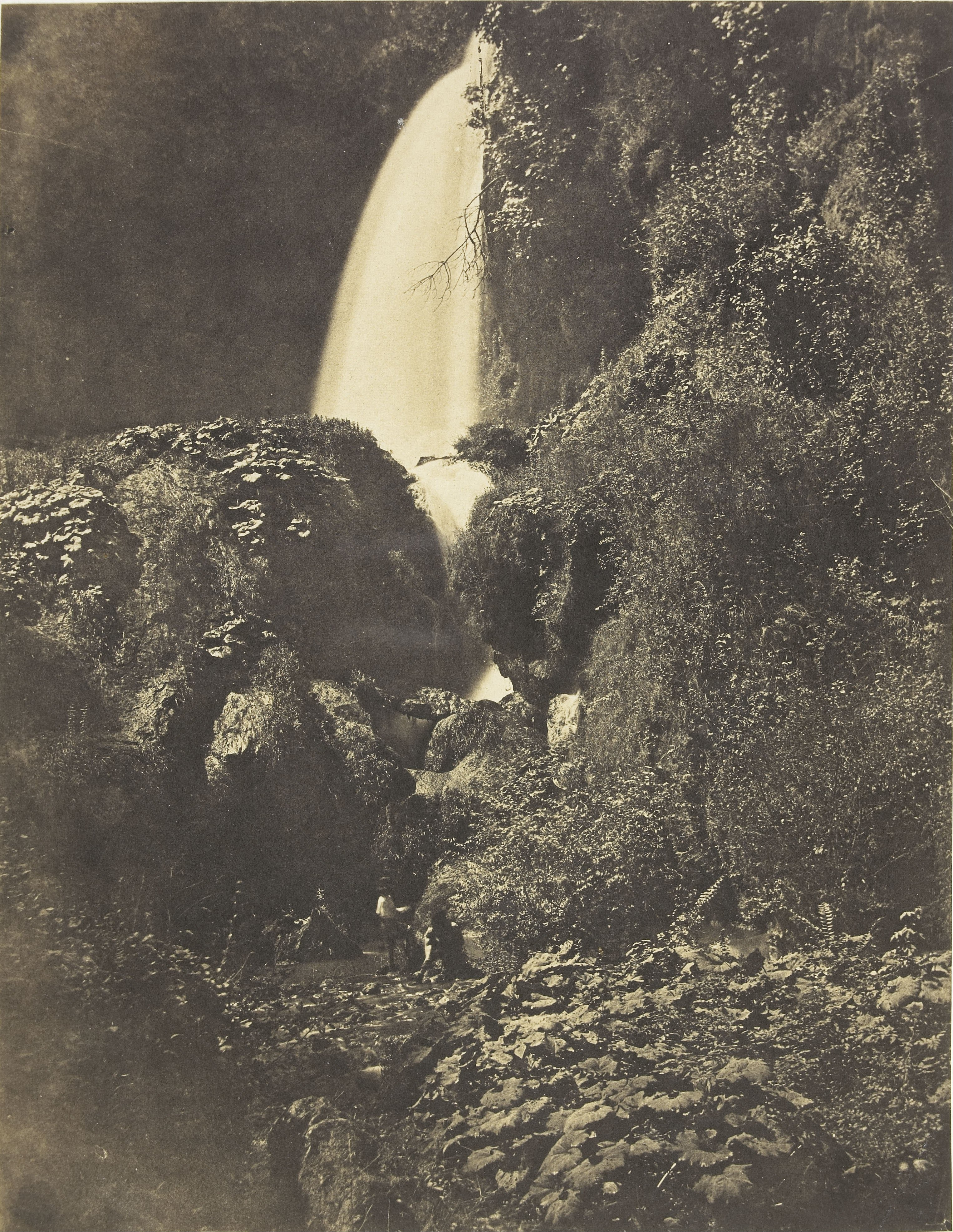
Cascade sur l'Aniene à Tivoli, vers 1850.
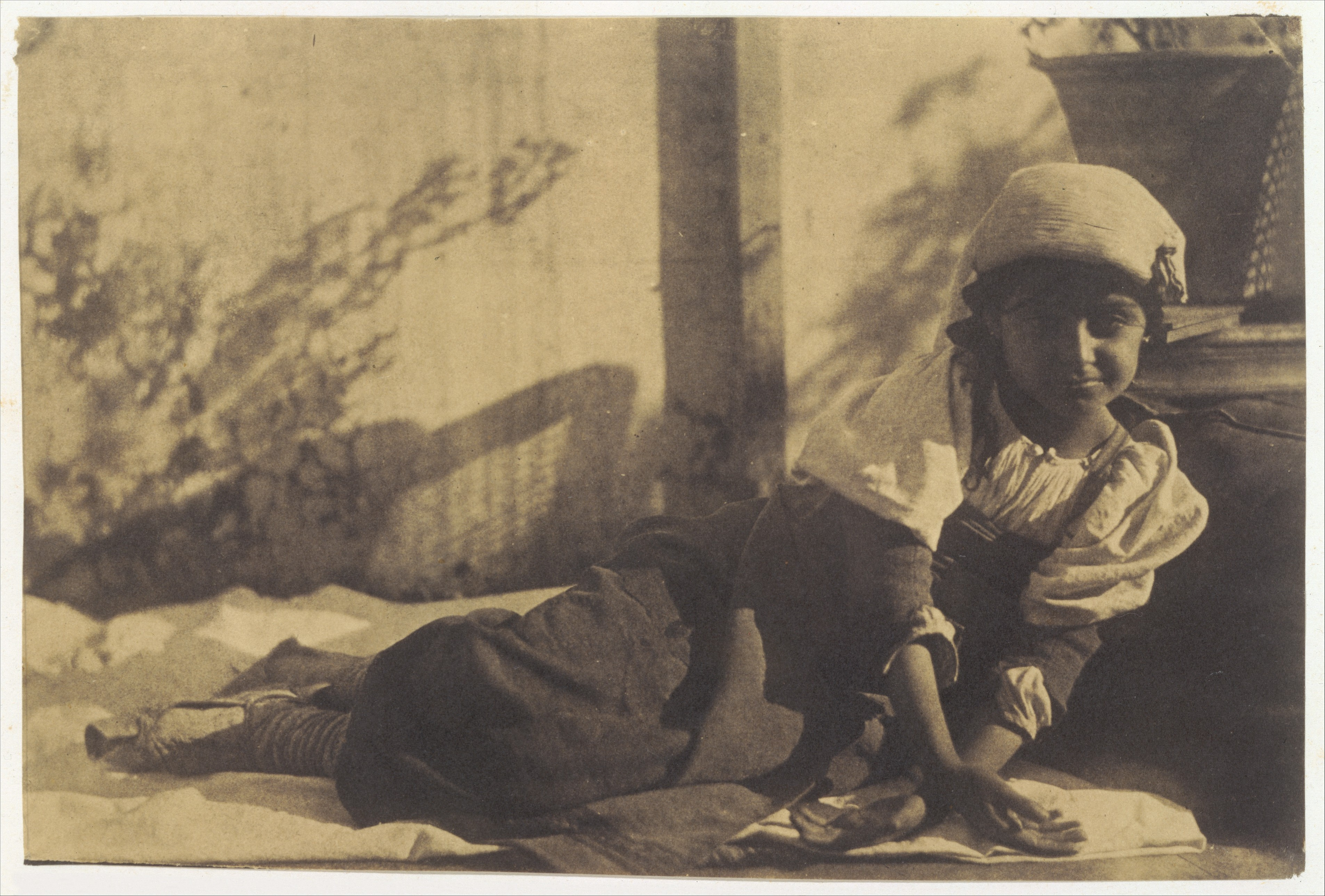
Carlotta Cortudino, vers 1852.
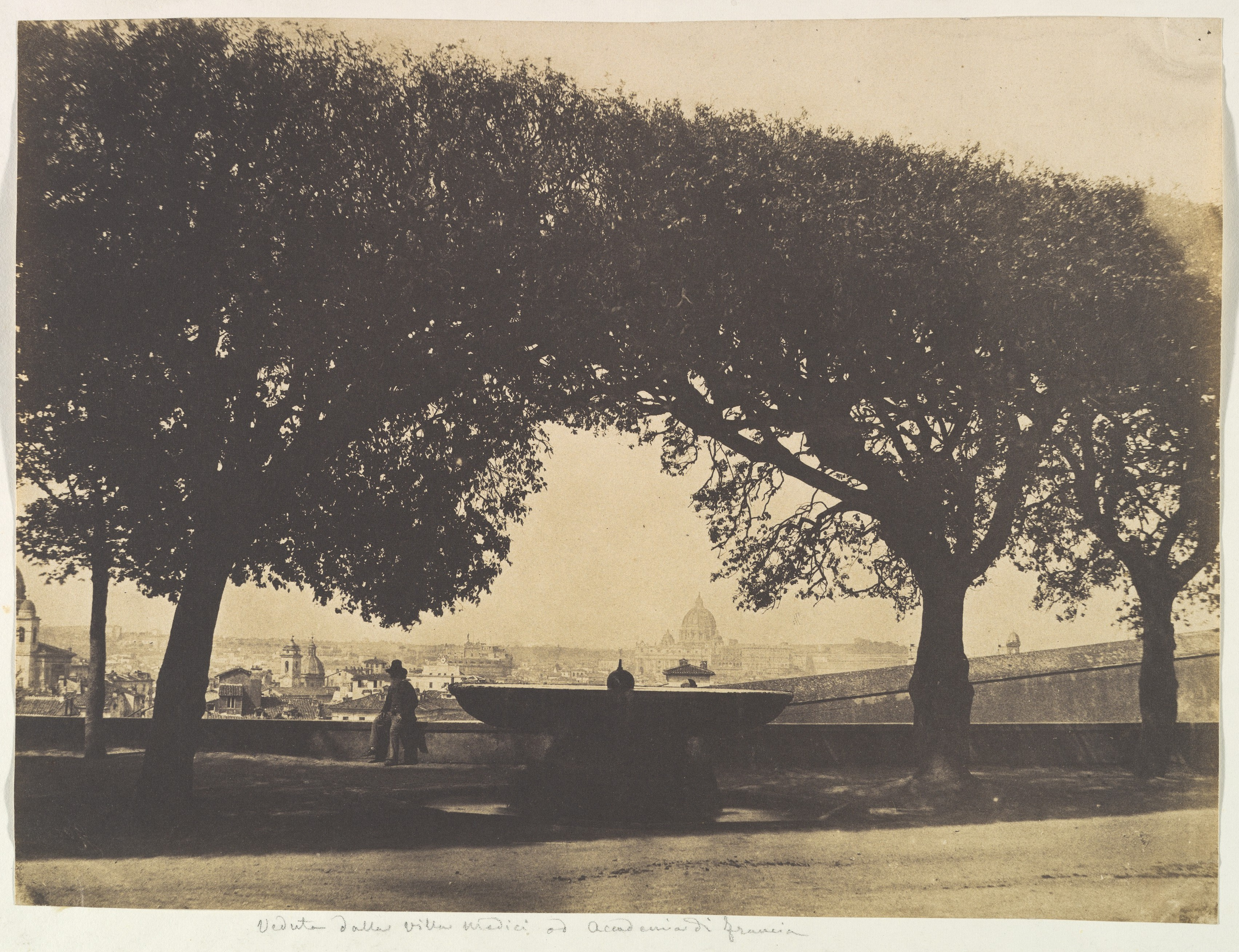
Vue sur Rome depuis l'Académie de France, Villa Médicis.
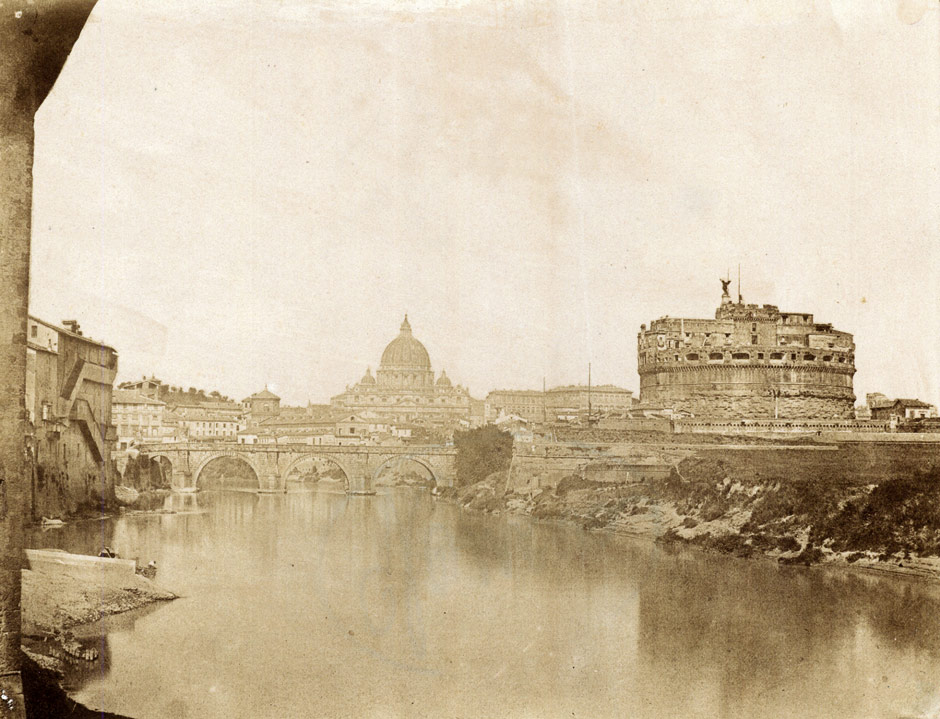
Le Tibre à Rome, avec le Château Saint-Ange et la basilique Saint-Pierre, vers 1853.
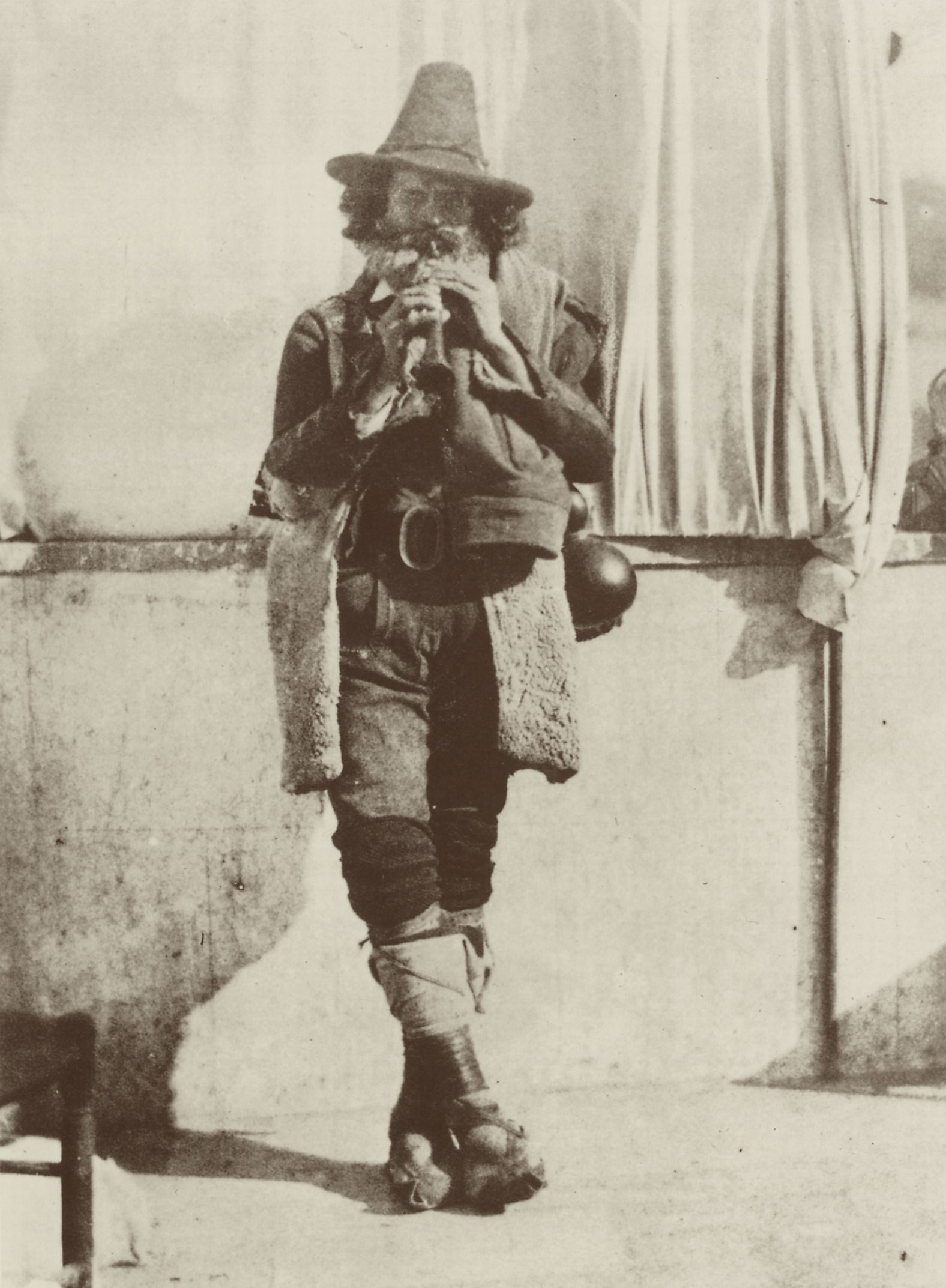
Telio Nardi, 1854.
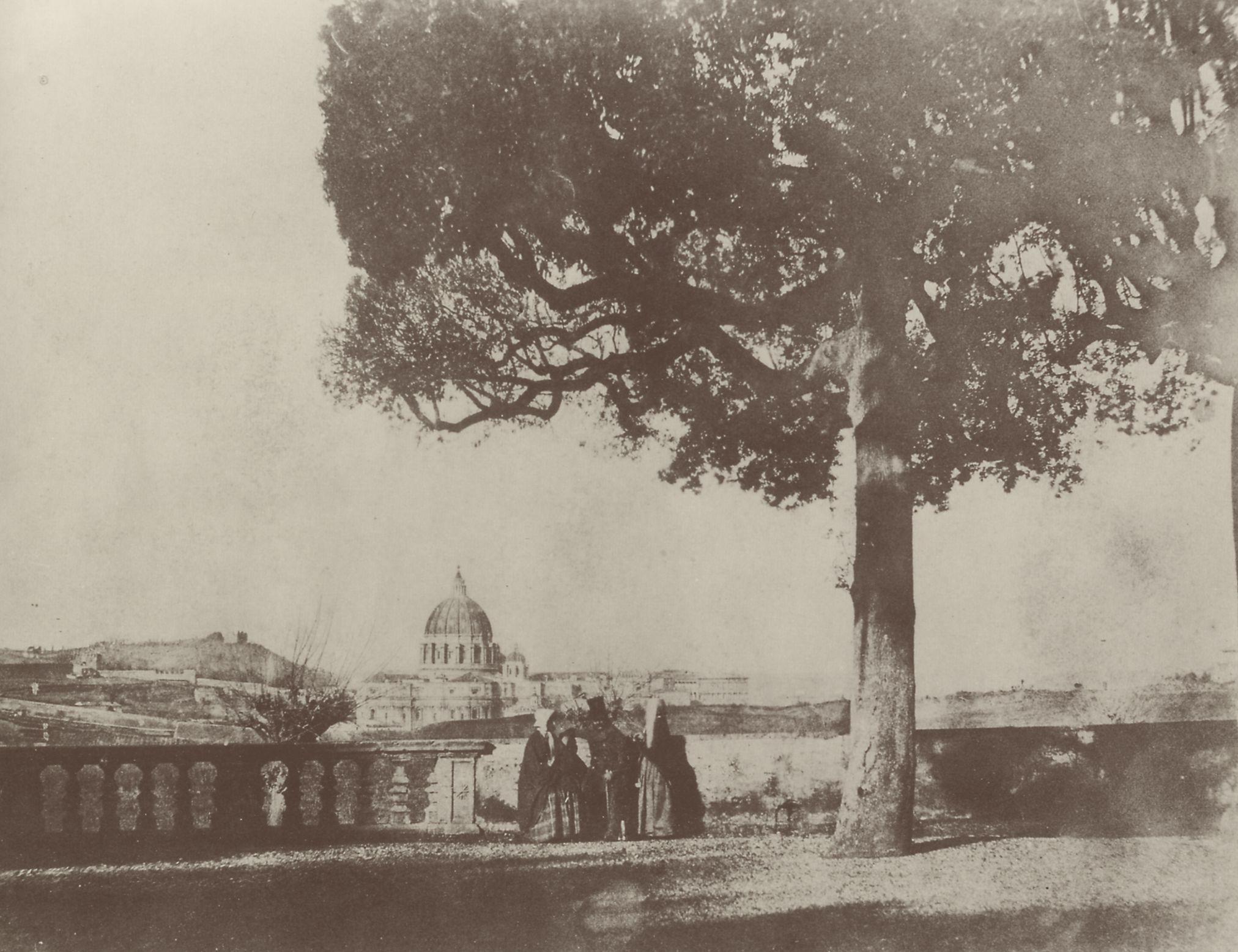
Vue de Rome, vers 1855.